# Tchórzofretka

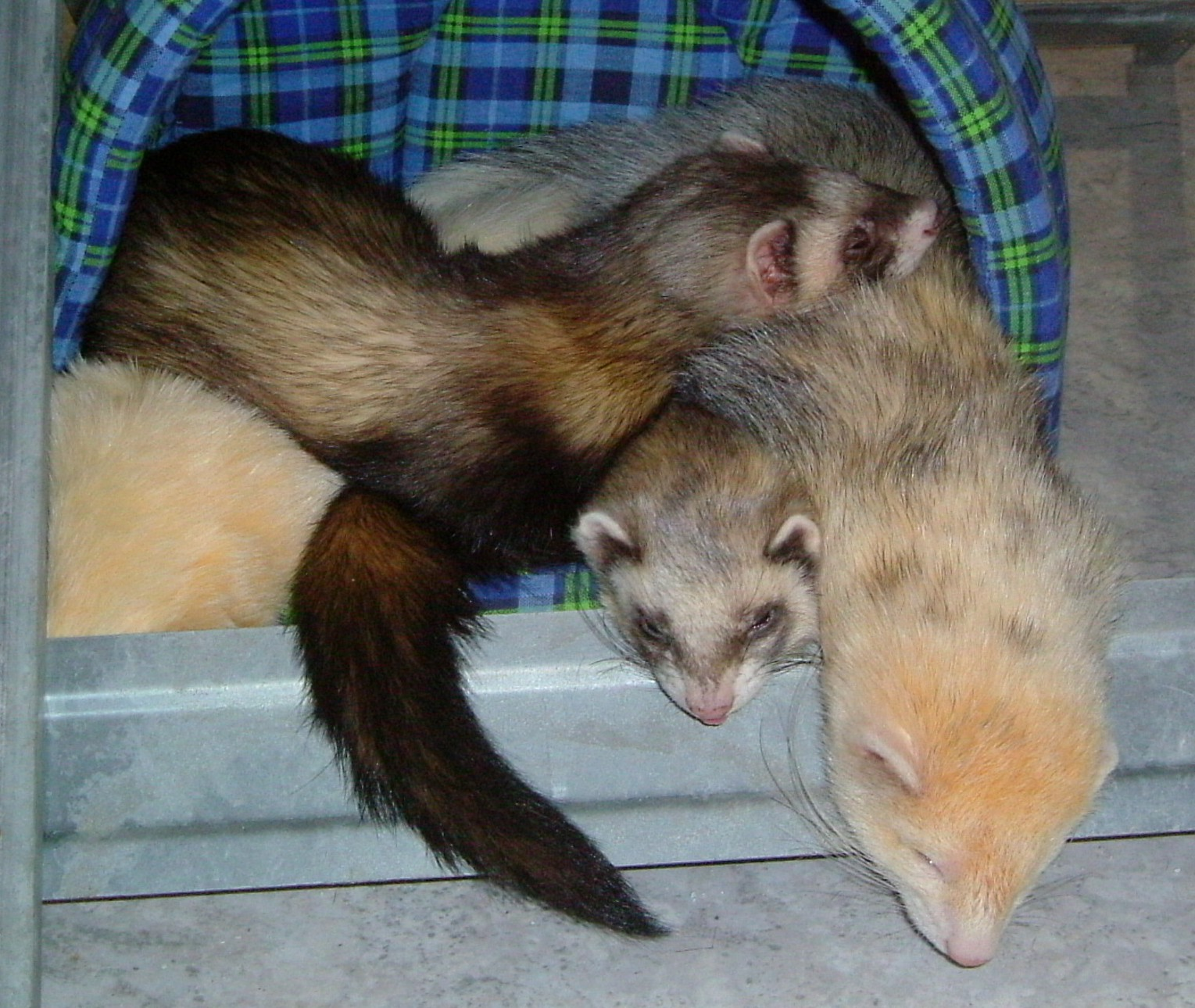
Tchórzofretki

Tchórzofretka, tchórz hodowlany – mieszaniec z rodziny łasicowatych, hodowlana odmiana tchórza zwyczajnego (Mustela putorius) pochodząca ze skrzyżowania z jego udomowioną formą albinotyczną – fretką domową (Mustela putorius f. furo).
Tchórzofretka ceniona jest jako zwierzę futerkowe, laboratoryjne i domowe. W przemyśle futrzarskim skóry tchórzofretek (elki) są wykorzystywane głównie do wyrobu konfekcji damskiej (pelisy, kołnierze i czapki). Poza dobrą okrywą włosową charakteryzuje się także dużą płodnością.
W języku potocznym nazwa tchórzofretka jest często utożsamiana z fretką domową.